# Architecture spatiale

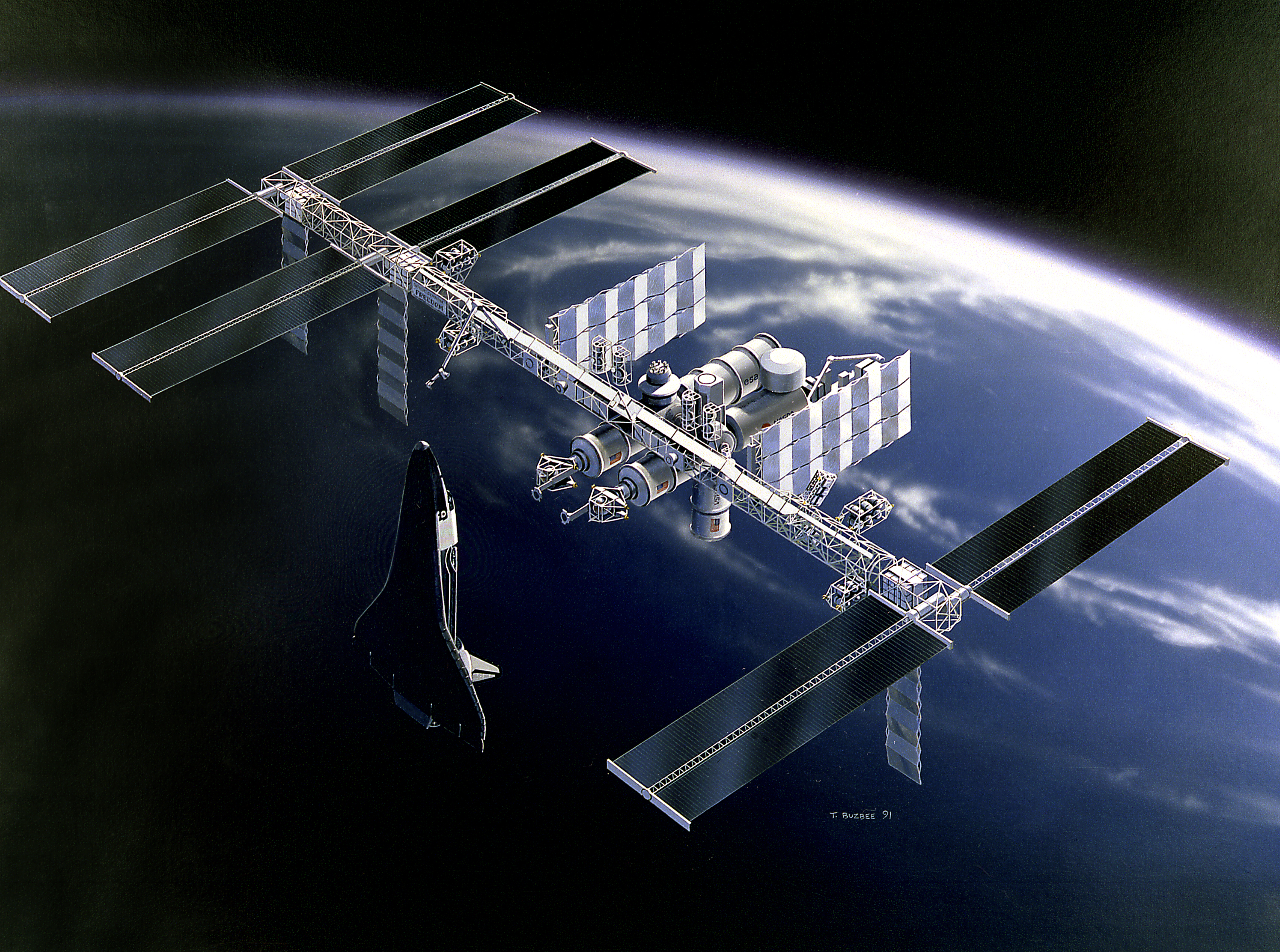
Un rendu d'artiste par Tom Buzbee de 1990 de la station spatiale Freedom, un projet qui a finalement donné naissance à la station spatiale internationale.

L'architecture spatiale est la théorie et la pratique de la conception et de la construction d'environnements habités dans l'espace extra-atmosphérique. Cet énoncé de mission pour l'architecture spatiale a été élaboré lors du Congrès mondial de l'espace à Houston en 2002 par les membres du sous-comité technique de l'architecture aérospatiale de l'American Institute of Aeronautics and Astronautics (AIAA). L'approche architecturale de la conception des véhicules spatiaux porte sur l'ensemble de l'environnement bâti. Elle est principalement basée sur le domaine de l'ingénierie (en particulier l'ingénierie aérospatiale), mais implique également diverses disciplines telles que la physiologie, la psychologie et la sociologie.
À l'instar de l'architecture sur Terre, la tentative consiste à aller au-delà des éléments et systèmes constitutifs et à acquérir une compréhension générale des questions qui influent sur la réussite de la conception. L'architecture spatiale emprunte à de multiples formes d'architecture de niche pour accomplir la tâche de garantir que les êtres humains puissent vivre et travailler dans l'espace. Il s'agit notamment du type d'éléments de conception que l'on trouve dans « les logements minuscules, les petits appartements/maisons, la conception de véhicules, les hôtels capsules, et bien plus encore ».
Une grande partie du travail d'architecture spatiale a consisté à concevoir des stations spatiales orbitales, des vaisseaux d'exploration lunaire et martienne et des bases de surface pour les agences spatiales du monde entier.
La pratique consistant à impliquer les architectes dans le programme spatial est née de la course à l'espace, bien que ses origines remontent à bien avant. La nécessité de leur participation découlait de la volonté d'allonger la durée des missions spatiales et de répondre aux besoins des astronautes, y compris, mais pas seulement, les besoins de survie minimum.
L'architecture spatiale est actuellement représentée dans plusieurs institutions. La Sasakawa International Center for Space Architecture (en) de l'Université de Houston, offre un Master of Science en Architecture spatiale ; l'institution travaille également sur des contrats de conception avec des entreprises et des agences spatiales. L'Université technique de Vienne et l'International Space University (en France) sont engagées dans la recherche sur l'architecture spatiale. L'International Conference on Environmental Systems se réunit chaque année pour présenter des sessions sur les vols spatiaux habités et les facteurs humains dans l'espace. Au sein de l'AIAA, le Space Architecture Technical Committee a été créé. Malgré le modèle historique de grands projets spatiaux menés par le gouvernement américain et de conception universitaire, l'avènement du tourisme spatial menace de modifier les perspectives du travail d'architecture spatiale.

## Étymologie
Le mot espace dans l'architecture spatiale fait référence à la définition de l'espace extérieur. En architecture spatiale, l'expression « espace extra-atmosphérique » désigne généralement la région de l'univers située en dehors de l'atmosphère terrestre, par opposition à l'atmosphère de tous les corps terrestres. Cela permet au terme d'inclure des domaines tels que les surfaces lunaires et martiennes.
La terminologie de l'architecture spatiale fait l'objet d'un débat. Certains considèrent ce domaine comme une spécialité de l'architecture qui applique les principes architecturaux aux applications spatiales. D'autres, comme Ted Hall de l'Université du Michigan, considèrent les architectes de l'espace comme des généralistes, ce qui est traditionnellement considéré comme de l'architecture (architecture terrestre) étant un sous-ensemble d'une architecture spatiale plus large. Toutes les structures qui volent dans l'espace resteront probablement pendant un certain temps très dépendantes des infrastructures et du personnel terrestres pour le financement, le développement, la construction, le lancement et l'exploitation. Par conséquent, la question de savoir dans quelle mesure ces actifs terrestres doivent être considérés comme faisant partie de l'architecture spatiale est sujette à discussion. Les détails techniques du terme architecture spatiale sont ouverts à un certain niveau d'interprétation.

## Origines
Les idées de voyages dans l'espace ont d'abord été publiées dans des histoires de science-fiction, comme celle de Jules Verne de 1865, De la Terre à la Lune. Dans cette histoire, plusieurs détails de la mission (équipage de trois personnes, dimensions du vaisseau spatial, site de lancement en Floride) présentent des similitudes frappantes avec les alunissages d'Apollo qui ont eu lieu plus de 100 ans plus tard. La capsule en aluminium de Verne comportait des étagères remplies de l'équipement nécessaire au voyage, comme un télescope qui s'effondre, des pioches et des pelles, des armes à feu, des générateurs d'oxygène et même des arbres à planter. Un canapé incurvé était intégré au sol et les murs et fenêtres situés à l'extrémité du vaisseau étaient accessibles par une échelle. Le projectile avait la forme d'une balle car il était lancé depuis le sol au moyen d'un canon spatial, une méthode infaisable pour transporter l'homme dans l'espace en raison des fortes forces d'accélération produites. Il faudrait une fusée pour amener l'homme dans le cosmos.

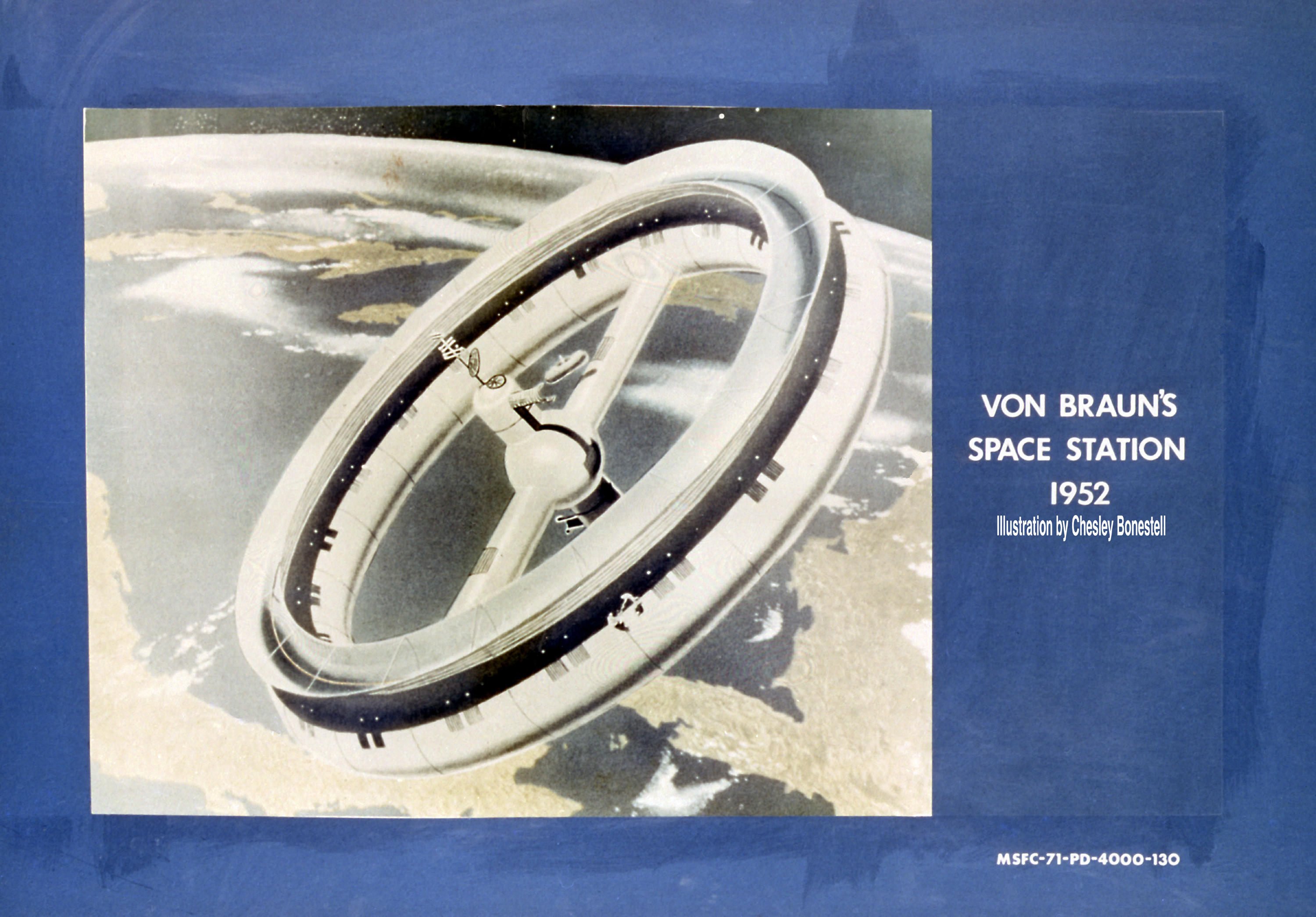
Une station spatiale en rotation de 1,6 km de diamètre. Concept de Von Braun (1952).

Le premier travail théorique sérieux publié sur les voyages dans l'espace au moyen de la puissance des fusées a été réalisé par Constantin Tsiolkovski en 1903. En plus d'être le père de l'astronautique, il a conçu des idées telles que l'ascenseur spatial (inspiré de la Tour Eiffel), une station spatiale rotative qui crée une gravité artificielle le long de la circonférence extérieure, des sas, des combinaisons spatiales pour les activités extra-véhiculaires (EVA), des écosystèmes fermés pour fournir de la nourriture et de l'oxygène, et l'énergie solaire dans l'espace. Tsiolkovsky pensait que l'occupation humaine de l'espace était la voie inévitable pour notre espèce. En 1952, Wernher von Braun a publié son propre concept de station spatiale habitée dans une série d'articles de magazine. Sa conception est une amélioration des concepts précédents, mais il prend l'initiative de s'adresser directement au public. La station spatiale tournante comporterait trois étages et devait servir d'aide à la navigation, de station météorologique, d'observatoire de la Terre, de plate-forme militaire et de point de passage pour d'autres missions d'exploration de l'espace. La station spatiale décrite dans le film de 1968 2001 : L'Odyssée de l'espace devrait sa conception aux travaux de Von Braun. Ce dernier a ensuite conçu des projets de missions vers la Lune et Mars, publiant chaque fois ses grands plans dans le Collier's Weekly.
Vostok 1, le vol de Youri Gagarine du 12 avril 1961, a été le premier vol spatial de l'humanité. Si la mission était un premier pas nécessaire, Gagarine était plus ou moins confiné à une chaise avec un petit hublot d'où il pouvait observer le cosmos — bien loin des possibilités de vie dans l'espace. Les missions spatiales successives ont progressivement amélioré les conditions et la qualité de vie en orbite terrestre basse. L'augmentation de l'espace de mouvement, les régimes d'exercices physiques, les installations sanitaires, l'amélioration de la qualité de la nourriture et les activités récréatives ont tous accompagné l'allongement de la durée des missions. L'implication de l'architecture dans l'espace s'est concrétisée en 1968 lorsqu'un groupe d'architectes et de designers industriels dirigé par le Français Raymond Loewy, malgré les objections des ingénieurs, a réussi à convaincre la NASA d'inclure une fenêtre d'observation dans le laboratoire orbital Skylab.

## Théorie
Le sujet de la théorie de l'architecture a de nombreuses applications dans l'architecture spatiale. Certaines considérations, cependant, seront uniques au contexte spatial.

### Idéologie du bâtiment

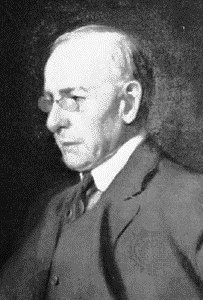
Louis Sullivan a inventé la célèbre phrase la forme suit toujours la fonction (form ever follows function).

Au Ier siècle av. J.-C., l'architecte romain Vitruve a déclaré que tous les bâtiments devaient avoir trois caractéristiques : la force, l'utilité et la beauté. L'ouvrage de Vitruve, De architectura, seul ouvrage sur le sujet conservé dans l'antiquité classique, aura une profonde influence sur la théorie architecturale pendant des milliers d'années. Même dans l'architecture spatiale, ces éléments sont parmi les premiers à être pris en compte. Cependant, l'énorme défi que représente la vie dans l'espace a conduit à une conception de l'habitat basée en grande partie sur la nécessité fonctionnelle, avec peu ou pas d'ornements appliqués. En ce sens, l'architecture spatiale telle que nous la connaissons partage avec l'architecture moderne le principe selon lequel la forme suit la fonction.
Certains théoriciens associent différents éléments de la triade vitruvienne. Walter Gropius écrit par exemple :

« La « beauté » repose sur la maîtrise parfaite de toutes les conditions scientifiques, technologiques et formelles de la tâche [...] L'approche du fonctionnalisme consiste à concevoir les objets de manière organique sur la base de leurs propres postulats contemporains, sans aucune fioriture ou plaisanterie romantique. »

Alors que l'architecture spatiale continue à mûrir en tant que discipline, le dialogue sur les valeurs de la conception architecturale s'ouvrira tout comme il l'a fait pour la Terre.

### Reproduction d'environnements équivalents
Un point de départ de la théorie de l'architecture spatiale est la recherche d'environnements extrêmes (en) dans les milieux terrestres où l'homme a vécu, et la formation d'équivalents entre ces environnements et l'espace. Par exemple, des humains ont vécu dans des sous-marins au fond de l'océan, dans des bunkers sous la surface de la Terre et en Antarctique, et ont pénétré en toute sécurité dans des bâtiments en feu, des zones contaminées par la radioactivité et la stratosphère grâce à la technologie ; le ravitaillement en vol permet à Air Force One de rester en l'air pratiquement indéfiniment. Les sous-marins à propulsion nucléaire produisent de l'oxygène par électrolyse et peuvent rester immergés pendant des mois. Nombre de ces équivalents peuvent constituer des références de conception très utiles pour les systèmes spatiaux. En effet, les systèmes de survie des stations spatiales et les équipements de survie des astronautes pour les atterrissages d'urgence présentent des similitudes frappantes avec les systèmes de survie des sous-marins et les kits de survie des pilotes militaires, respectivement.

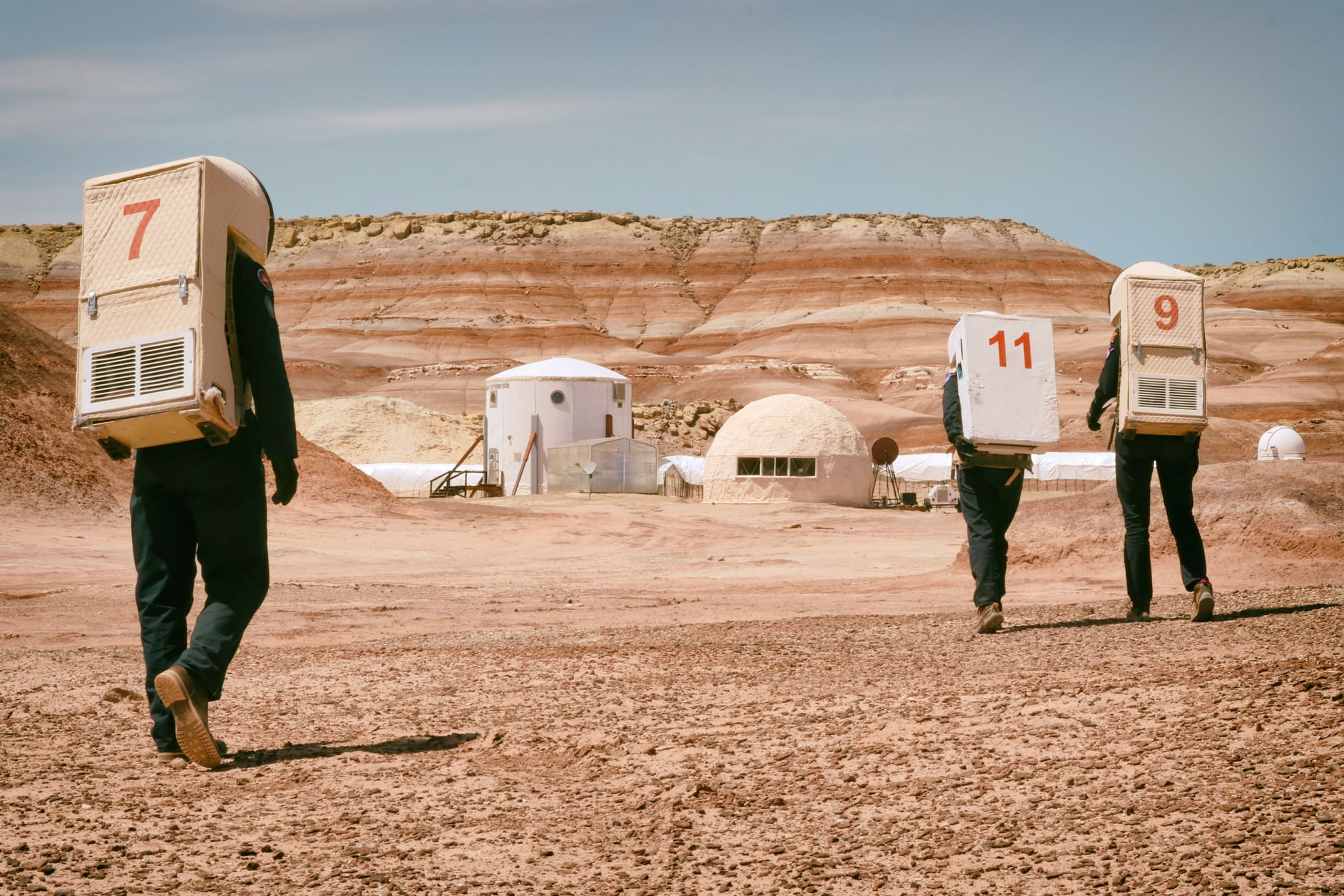
Le site du Mars Desert Research Station est situé dans le désert de l'Utah en raison de sa relative similitude avec la surface martienne.

Les missions spatiales, en particulier les missions humaines, nécessitent une préparation importante. Outre le fait que les analogues terrestres fournissent un aperçu de la conception, les environnements analogues peuvent servir de bancs d'essai pour poursuivre le développement de technologies destinées à des applications spatiales et former les équipages d'astronautes. La station de recherche arctique sur Mars Flashline (en) est une base simulée de Mars, entretenue par la Mars Society, sur l'île Devon, au Canada. Le projet vise à créer des conditions aussi similaires que possible à une véritable mission sur Mars et tente d'établir la taille idéale de l'équipage, de tester les équipements « sur le terrain » et de déterminer les meilleures combinaisons et procédures d'activité extra-véhiculaire. Pour s'entraîner aux activités extravéhiculaires en microgravité, les agences spatiales ont largement recours à l'entraînement sous l'eau et sur simulateur. Le laboratoire de flottabilité neutre, le centre d'entraînement sous-marin de la NASA, contient des maquettes grandeur nature de la soute de la navette spatiale et des modules de la Station spatiale internationale. Le développement de technologies et l'entraînement des astronautes dans des environnements équivalents à ceux de l'espace sont essentiels pour rendre possible la vie dans l'espace.

### Dans l'espace
La conception du bien-être physique et psychologique dans l'espace est fondamentale pour l'architecture spatiale. Ce qui est souvent considéré comme acquis sur Terre — l'air, l'eau, la nourriture, l'élimination des déchets — doit être conçu dans les moindres détails. Des régimes d'exercices rigoureux sont nécessaires pour atténuer l'atrophie musculaire et les autres effets de l'espace sur le corps. Le fait que les missions spatiales soient (idéalement) de durée fixe peut entraîner un stress dû à l'isolement. Ce problème n'est pas sans rappeler celui rencontré dans les stations de recherche éloignées ou les missions militaires, bien que les conditions de gravité non standard puissent exacerber les sentiments de méconnaissance et de mal du pays. En outre, le confinement dans des espaces physiques limités et immuables semble amplifier les tensions interpersonnelles au sein des petits équipages et contribuer à d'autres effets psychologiques négatifs. Ces stress peuvent être atténués en établissant des contacts réguliers avec la famille et les amis sur Terre, en préservant la santé, en intégrant des activités récréatives et en apportant des objets familiers tels que des photographies et des plantes vertes. L'importance de ces mesures psychologiques peut être appréciée dans la conception soviétique de la « base lunaire DLB » de 1968 :

« Il était prévu que les unités sur la Lune auraient une fausse fenêtre, montrant des scènes de la campagne terrestre qui changeraient pour correspondre à la saison de retour à Moscou. La bicyclette d'exercice était équipée d'un projecteur de film synchronisé, qui permettait au cosmonaute de faire une "balade" hors de Moscou avec retour. »

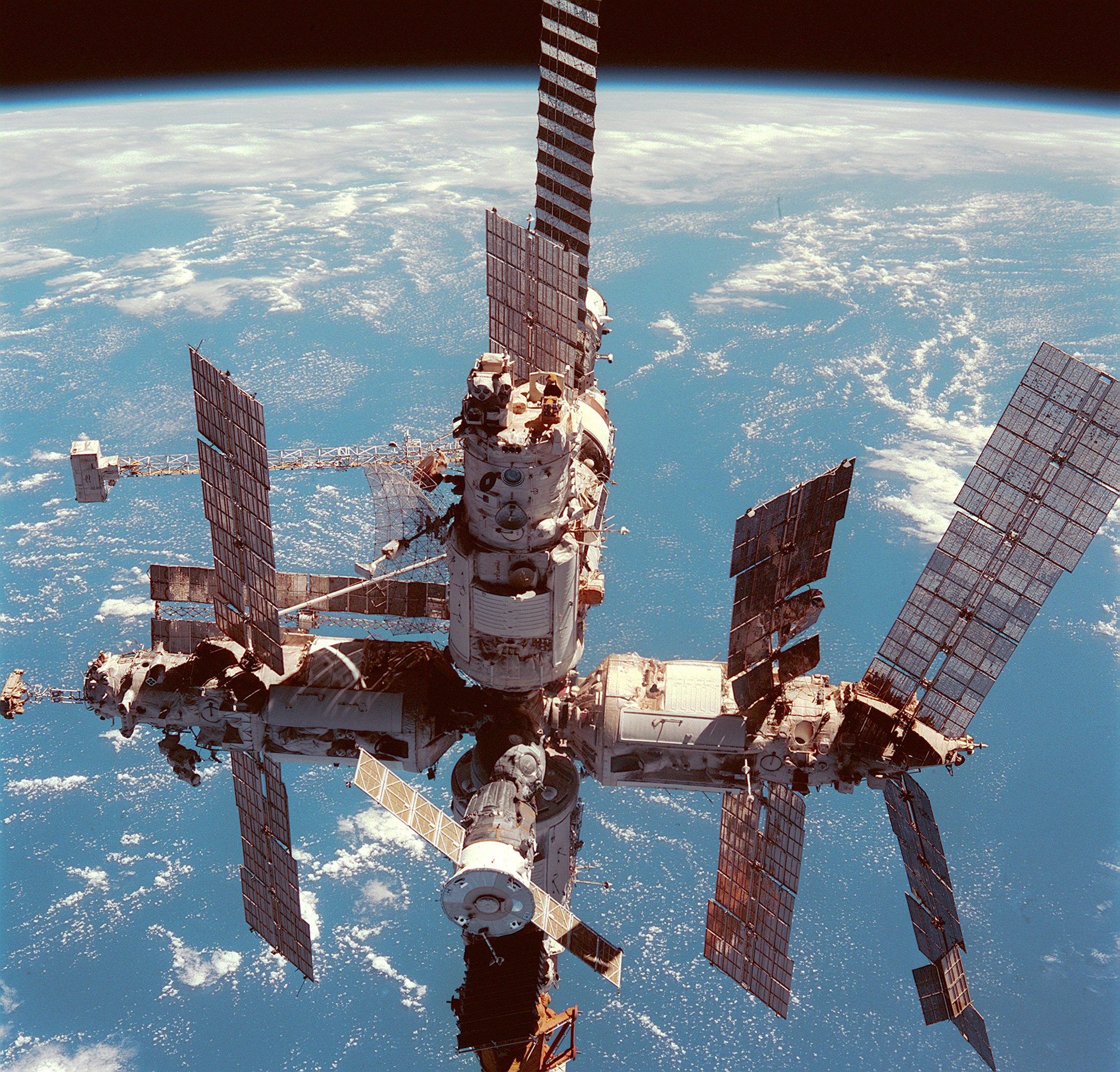
Mir était une station spatiale modulaire. Cette approche permet à un habitat de fonctionner avant que l'assemblage ne soit terminé et sa conception peut être modifiée en échangeant des modules.

La difficulté d'envoyer quoi que ce soit dans l'espace, en raison des contraintes de lancement, a eu un effet profond sur les formes physiques de l'architecture spatiale. Tous les habitats spatiaux à ce jour ont utilisé une conception d'architecture modulaire. Les dimensions de la coiffe de la charge utile (généralement la largeur mais aussi la hauteur) des lanceurs modernes limitent la taille des composants rigides lancés dans l'espace. Cette approche de la construction de structures à grande échelle dans l'espace implique de lancer plusieurs modules séparément et de les assembler manuellement par la suite. L'architecture modulaire donne lieu à une disposition similaire à un système de tunnels où le passage par plusieurs modules est souvent nécessaire pour atteindre une destination particulière. Elle tend également à normaliser le diamètre interne ou la largeur des pièces pressurisées, les machines et les meubles étant placés le long de la circonférence. Ces types de stations spatiales et de bases de surface ne peuvent généralement s'agrandir qu'en ajoutant des modules supplémentaires dans une ou plusieurs directions. Trouver un espace de travail et de vie adéquat est souvent un défi majeur avec l'architecture modulaire. Comme solution, le mobilier flexible (tables pliantes, rideaux sur rails, lits déployables) peut être utilisé pour transformer les intérieurs pour différentes fonctions et modifier le cloisonnement entre espace privé et espace collectif.
Eugène Viollet-le-Duc préconisait des formes architecturales différentes pour des matériaux différents, ce qui est particulièrement important dans l'architecture spatiale. Les contraintes de masse liées au lancement poussent les ingénieurs à trouver des matériaux toujours plus légers, dotés de propriétés matérielles adéquates. De plus, les défis propres à l'environnement spatial orbital, tels que l'expansion thermique rapide due aux changements brusques de l'exposition solaire, et la corrosion causée par le bombardement de particules et d'oxygène atomique, exigent des solutions uniques en matière de matériaux. Tout comme l'ère industrielle a produit de nouveaux matériaux et ouvert de nouvelles possibilités architecturales, les progrès de la technologie des matériaux vont changer les perspectives de l'architecture spatiale. La fibre de carbone est déjà intégrée au matériel spatial en raison de son rapport résistance/poids élevé. Des études sont en cours pour déterminer si la fibre de carbone ou d'autres matériaux composites seront adoptés pour les principaux composants structurels dans l'espace. Le principe architectural qui préconise d'utiliser les matériaux les plus appropriés et de ne pas en altérer la nature s'appelle la vérité des matériaux (en).
Une différence notable entre le contexte orbital de l'architecture spatiale et l'architecture terrestre est que les structures en orbite n'ont pas besoin de supporter leur propre poids. Cela est possible en raison de la condition de microgravité des objets en chute libre. En fait, une grande partie du matériel spatial, comme le bras robotique de la navette spatiale, est conçue uniquement pour fonctionner en orbite et ne serait pas en mesure de soulever son propre poids sur la surface de la Terre. La microgravité permet également à un astronaute de déplacer un objet de pratiquement n'importe quelle masse, bien que lentement, à condition qu'il soit adéquatement retenu par un autre objet. Par conséquent, les considérations structurelles pour l'environnement orbital sont radicalement différentes de celles des bâtiments terrestres, et le plus grand défi pour maintenir une station spatiale est généralement de lancer et d'assembler les composants intacts. La construction sur des surfaces extraterrestres doit encore être conçue pour supporter son propre poids, mais ce poids dépendra de la force du champ gravitationnel local.

## Infrastructure au sol

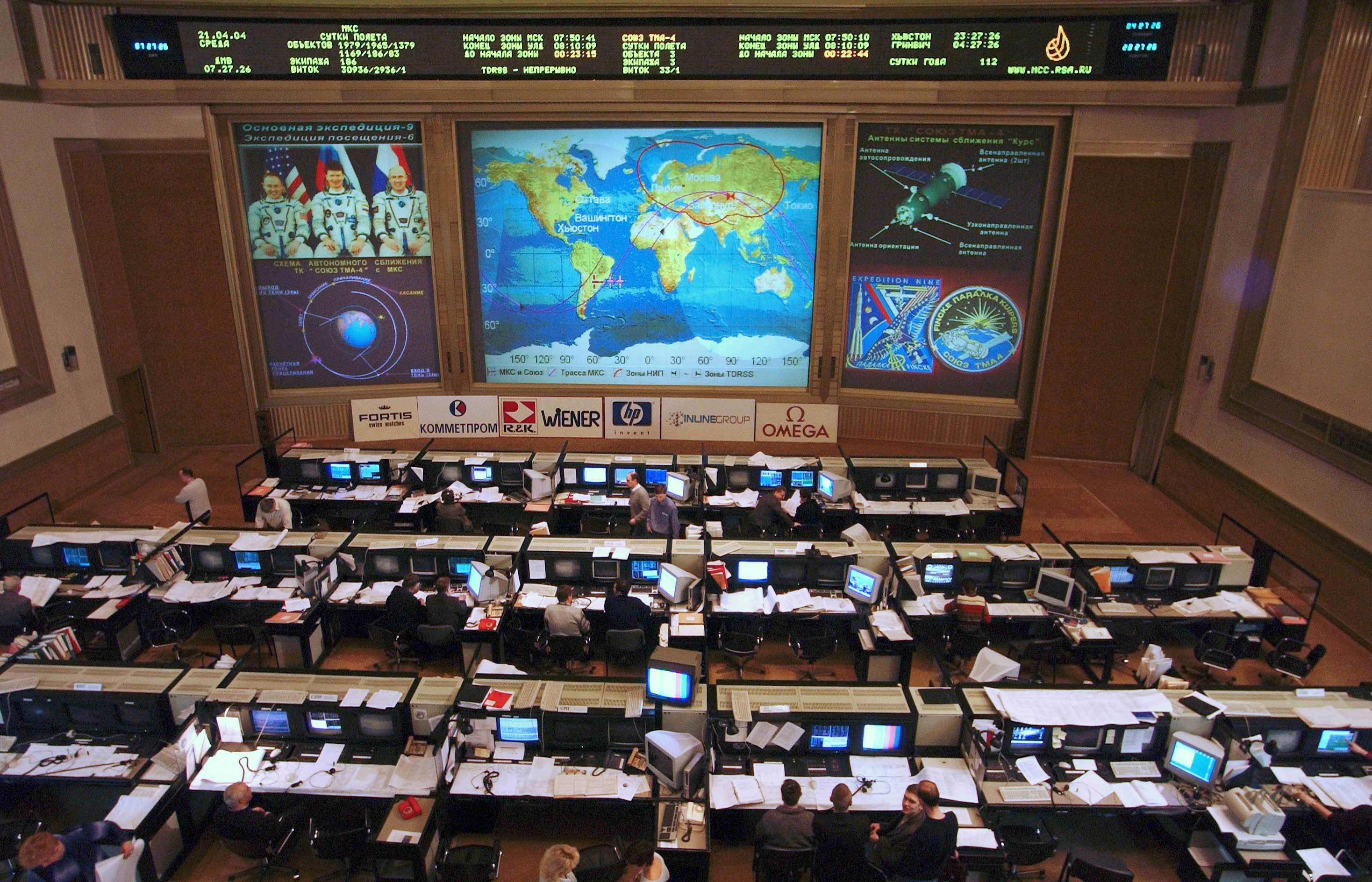
Salle de contrôle de l'ISS russe.

Les vols spatiaux habités nécessitent une grande quantité d'infrastructures de soutien sur Terre. Toutes les missions orbitales humaines réalisées à ce jour ont été orchestrées par les gouvernements. L'organisme qui gère les missions spatiales est généralement une agence spatiale nationale. À la NASA, les contrôleurs de vol sont responsables des opérations de mission en temps réel et travaillent sur place dans les centres de la NASA. La plupart des travaux de développement technique liés aux véhicules spatiaux sont confiés à des entreprises privées, qui peuvent à leur tour employer leurs propres sous-traitants, tandis que la recherche fondamentale et la conception sont souvent effectuées dans le milieu universitaire grâce à des fonds de recherche.

## Variétés

### Suborbitale
Les structures qui franchissent la limite de l'espace sans atteindre les vitesses orbitales sont considérées comme des architectures suborbitales. Pour les avions spatiaux, l'architecture a beaucoup de points communs avec celle des avions de ligne, notamment celle des petits jets d'affaires.

#### Vaisseau spatial

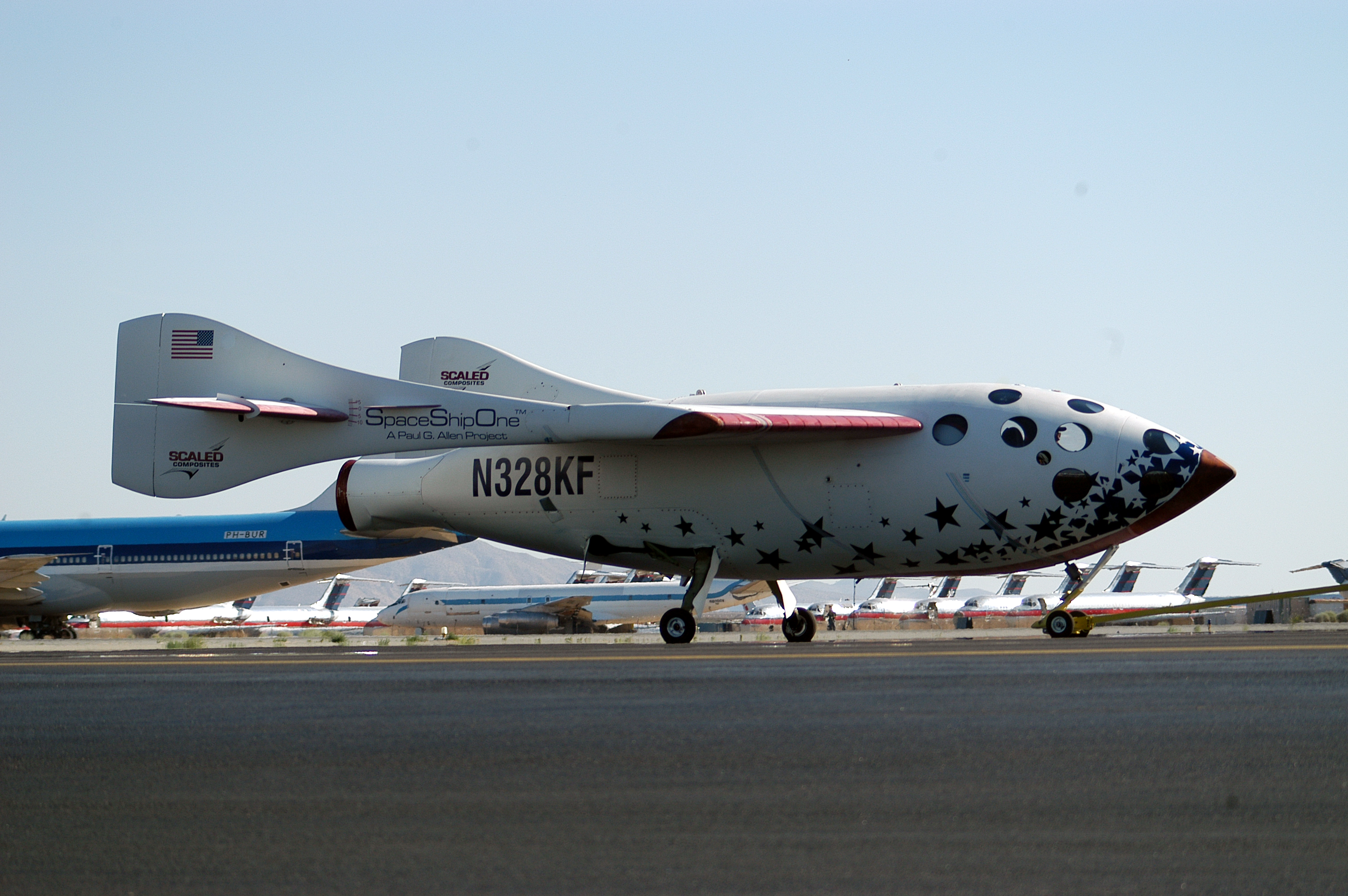
Le SpaceShipOne en 2004.

Le 21 juin 2004, Mike Melvill a atteint l'espace en étant financé entièrement par des moyens privés. Le véhicule, SpaceShipOne, a été développé par Scaled Composites en tant que précurseur expérimental d'une flotte d'avions spatiaux exploités par le secteur privé pour le tourisme spatial suborbital. Le modèle opérationnel de l'avion spatial, SpaceShipTwo (SS2), est transporté à une altitude d'environ 15 kilomètres par un avion porteur de la taille d'un B-29 Superfortress, White Knight Two. De là, le SS2 se détache et allume son moteur-fusée pour amener l'engin à son apogée, à environ 110 kilomètres. Comme SS2 n'est pas conçu pour se mettre en orbite autour de la Terre, il constitue un exemple d'architecture suborbitale ou aérospatiale.
L'architecture du véhicule SpaceShipTwo est quelque peu différente de celle des véhicules spatiaux précédents. Contrairement à leurs intérieurs encombrés de machines saillantes et d'interrupteurs obscurs, cette cabine ressemble davantage à un objet de science-fiction qu'à un vaisseau spatial moderne. Le SS2 et l'avion porteur sont construits en matériaux composites légers plutôt qu'en métal. Lorsque le moment de l'apesanteur est arrivé sur un vol SS2, le moteur de la fusée s'éteint, mettant fin au bruit et aux vibrations. Les passagers peuvent ainsi voir la courbure de la Terre. De nombreuses fenêtres à double vitrage entourant la cabine offrent des vues dans presque toutes les directions. Les sièges rembourrés s'inclineront à plat dans le plancher pour maximiser l'espace pour flotter. Un intérieur toujours pressurisé sera conçu pour éliminer le besoin de combinaisons spatiales.

### Orbitale
L'architecture orbitale est l'architecture des structures conçues pour orbiter autour de la Terre ou d'un autre objet céleste. Des exemples d'architecture orbitale en service sont la station spatiale internationale et les véhicules de rentrée dans l'atmosphère que sont la navette spatiale, le vaisseau spatial Soyouz et le vaisseau spatial Shenzhou, en plus des historiques : la station spatiale Mir, Skylab et les vaisseaux Apollo. L'architecture orbitale tient généralement compte des conditions d'apesanteur, de l'absence de protection atmosphérique et magnétosphérique contre les rayonnements solaires et cosmiques, des cycles jour/nuit rapides, et éventuellement du risque de collision avec des débris orbitaux. En outre, les véhicules de rentrée dans l'atmosphère doivent également être adaptés à la fois à l'apesanteur et aux températures et accélérations élevées subies lors de la rentrée dans l'atmosphère.

#### Station spatiale internationale
La station spatiale internationale est la seule structure habitée en permanence actuellement dans l'espace. Elle a la taille d'un terrain de football et compte six membres d'équipage. Avec un volume habitable de 358 m3, elle dispose de plus d'espace intérieur que les plateaux de chargement de deux semi-remorques. Cependant, en raison de l'environnement de microgravité de la station spatiale, il n'y a pas toujours de murs, de sols et de plafonds bien définis et toutes les zones pressurisées peuvent être utilisées comme espace de vie et de travail. La Station spatiale internationale est toujours en construction. Les modules ont été principalement lancés à l'aide de la navette spatiale jusqu'à sa désactivation et ont été assemblés par son équipage avec l'aide de l'équipe de travail à bord de la station spatiale. Les modules de l'ISS ont souvent été conçus et construits pour tenir à peine dans la soute de la navette, qui est cylindrique et a un diamètre de 4,6 mètres.

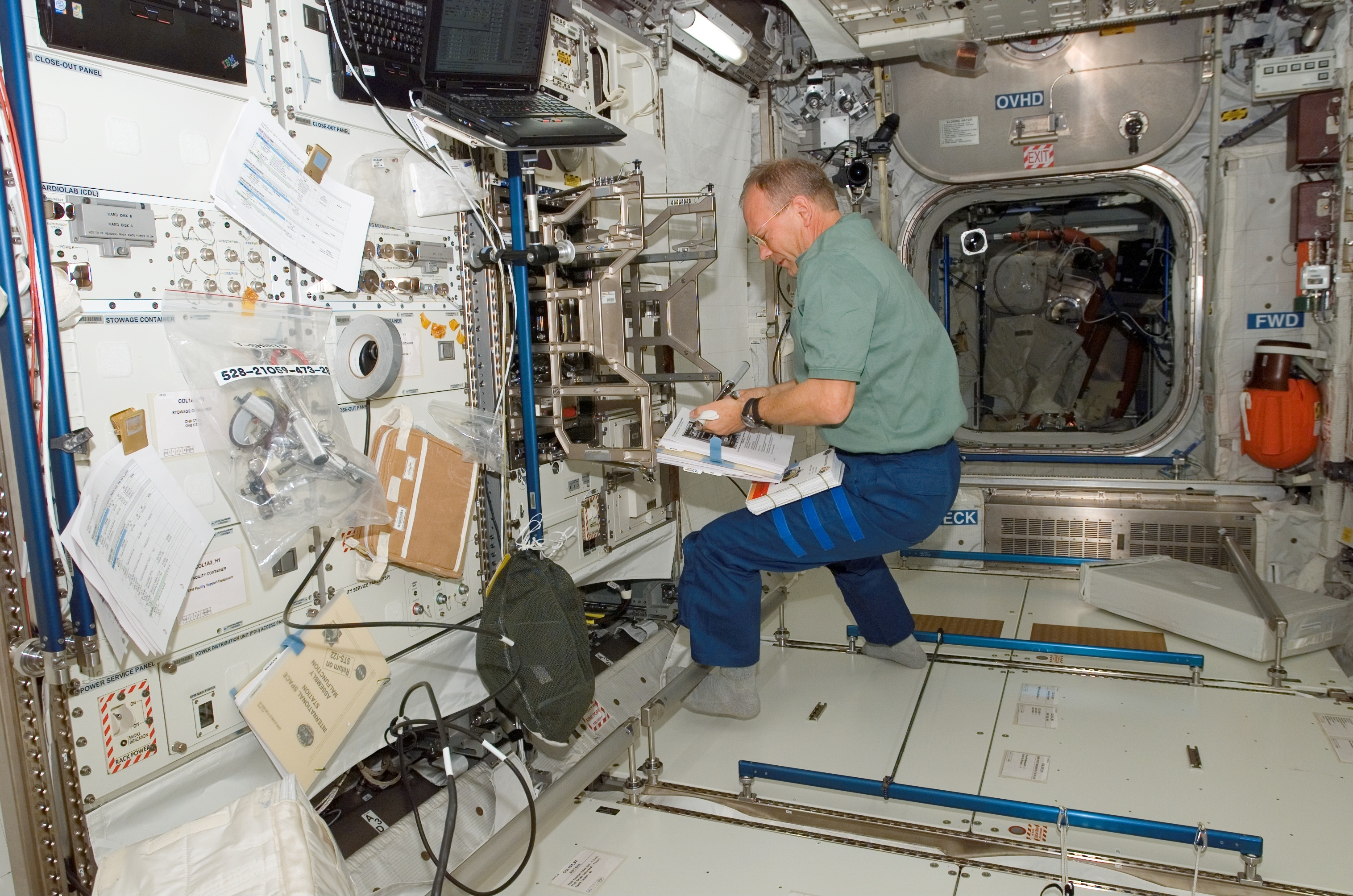
Vue intérieure du module Columbus.

La vie à bord de la station spatiale se distingue de la vie terrestre par certains aspects très intéressants. Les astronautes ont l'habitude de faire flotter les objets les uns vers les autres ; par exemple, ils donnent un premier coup de pouce à un presse-papiers et celui-ci se dirige vers son récepteur à l'autre bout de la pièce. Le régime alimentaire des astronautes de l'ISS est une combinaison de la nourriture spatiale des nations participantes. Chaque astronaute sélectionne un menu personnalisé avant le vol. De nombreux choix alimentaires reflètent les différences culturelles des astronautes, comme par exemple le bacon et les œufs par opposition aux produits à base de poisson pour le petit-déjeuner (pour les États-Unis et la Russie, respectivement). Comme la plupart des aliments de l'ISS sont déshydratés ou enfermés dans des sachets de type MRE (en), les astronautes sont très heureux de recevoir des aliments relativement frais lors des missions de réapprovisionnement de la navette et de Progress. Les aliments sont stockés dans des emballages qui facilitent la consommation en microgravité en maintenant la nourriture sur la table. Les emballages usagés et les déchets doivent être collectés pour être chargés dans un vaisseau spatial disponible pour leur élimination. La gestion des déchets est loin d'être aussi simple que sur Terre. L'ISS dispose de nombreux hublots permettant d'observer la Terre et l'espace, l'un des loisirs préférés des astronautes. Comme le Soleil se lève toutes les 90 minutes, les fenêtres sont couvertes la « nuit » pour aider à maintenir le cycle de sommeil de 24 heures.
Lorsqu'une navette opère en orbite terrestre basse, l'ISS sert de refuge en cas d'urgence. L'impossibilité de s'appuyer sur la sécurité de l'ISS lors de la dernière mission d'entretien du télescope spatial Hubble (en raison des différentes inclinaisons orbitales) a été la raison pour laquelle une navette de secours a été appelée sur le pas de tir. Les astronautes de l'ISS travaillent donc dans l'idée qu'ils peuvent être appelés à donner refuge à un équipage de navette si quelque chose devait compromettre une mission. La Station spatiale internationale est un projet colossal de coopération entre de nombreuses nations. L'atmosphère qui prévaut à bord est celle de la diversité et de la tolérance. Cela ne signifie pas qu'elle soit parfaitement harmonieuse. Les astronautes connaissent les mêmes frustrations et les mêmes querelles interpersonnelles que leurs homologues terrestres.[réf. nécessaire]
Une journée typique sur la station pourrait commencer par un réveil à 6 heures du matin dans une cabine insonorisée privée des quartiers de l'équipage. Les astronautes trouveraient probablement leur sac de couchage en position verticale attaché au mur, car l'orientation n'a pas d'importance dans l'espace. Les jambes de l'astronaute seraient soulevées d'environ 50 degrés par rapport à la verticale. Il s'agit de la posture neutre du corps en apesanteur — il serait excessivement fatigant de s'asseoir ou de se tenir debout comme c'est le cas sur Terre. En rampant hors de sa cabine, un astronaute peut discuter avec d'autres astronautes des expériences scientifiques de la journée, des conférences du contrôle de mission, des entretiens avec des Terriens, et peut-être même d'une sortie dans l'espace ou de l'arrivée d'une navette spatiale.

#### Bigelow Aerospace
Bigelow Aerospace a pris l'initiative unique de s'approprier deux brevets détenus par la NASA, issus du développement du concept Transhab, concernant les structures spatiales gonflables. La société détient désormais les droits exclusifs du développement commercial de la technologie des modules gonflables. Le 12 juillet 2006, l'habitat spatial expérimental Genesis I a été lancé en orbite terrestre basse. Genesis I a démontré la viabilité de base des structures spatiales gonflables, en transportant même une charge utile d'expériences en sciences de la vie. Le deuxième module, Genesis II, a été lancé en orbite le 28 juin 2007 et a testé plusieurs améliorations par rapport à son prédécesseur. Parmi celles-ci, on trouve des ensembles de roues de réaction, un système de mesure de précision pour le guidage, neuf caméras supplémentaires, un contrôle amélioré des gaz pour le gonflage du module et une suite améliorée de capteurs embarqués.

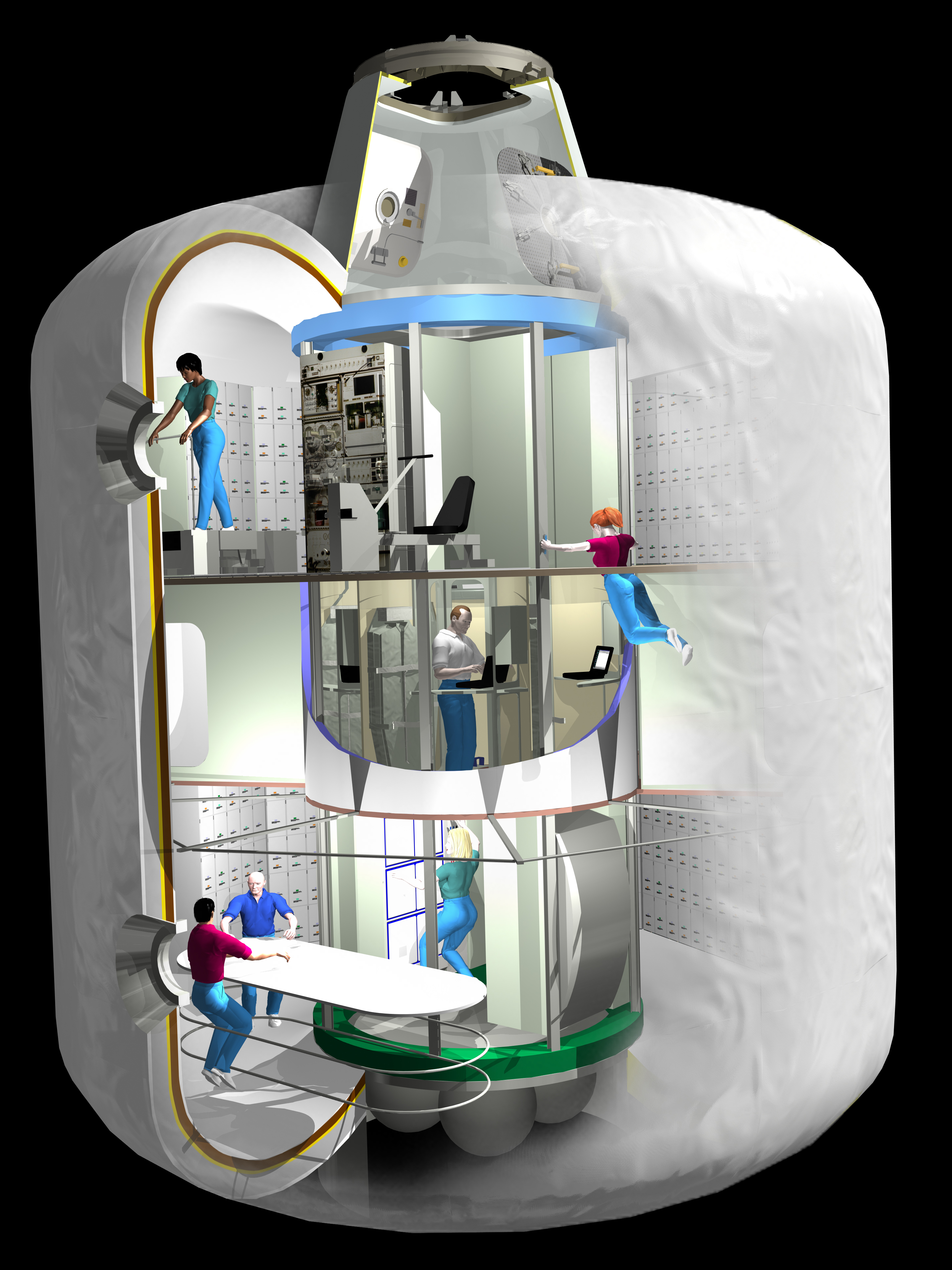
Le projet de la NASA pour le module TransHab, aujourd'hui annulé.

Si l'architecture de Bigelow est toujours modulaire, la configuration gonflable permet d'obtenir un volume intérieur beaucoup plus important que les modules rigides. Le BA-330, le modèle de production grandeur nature de Bigelow, a un volume plus de deux fois supérieur à celui du plus grand module de l'ISS. Les modules gonflables peuvent être amarrés aux modules rigides et sont particulièrement bien adaptés aux quartiers d'habitation et de travail de l'équipage. En 2009, la NASA a commencé à envisager d'attacher un module Bigelow à l'ISS, après avoir abandonné le concept du Transhab plus d'une décennie auparavant. Les modules auront probablement un noyau interne solide pour le soutien structurel. L'espace utilisable environnant pourrait être divisé en différentes pièces et étages. Le module d'activité extensible Bigelow (BEAM) a été transporté vers l'ISS le 10 avril 2016, à l'intérieur de la soute externe non pressurisée d'un Dragon de SpaceX, lors de la mission cargo SpaceX CRS-8.
Bigelow Aerospace pourrait choisir de lancer un grand nombre de ses modules de manière indépendante, en louant leur utilisation à une grande variété d'entreprises, d'organisations et de pays qui ne peuvent pas se permettre leurs propres programmes spatiaux. Les utilisations possibles de cet espace comprennent la recherche en microgravité et la fabrication dans l'espace. Nous pourrions aussi voir un hôtel spatial privé composé de nombreux modules Bigelow pour des chambres, des observatoires ou même un gymnase récréatif rembourré. Il est possible d'utiliser ces modules comme quartiers d'habitation lors de missions spatiales de longue durée dans le système solaire. Un aspect étonnant des vols spatiaux est qu'une fois qu'un vaisseau quitte l'atmosphère, la forme aérodynamique n'est plus un problème. Par exemple, il est possible d'appliquer une injection trans-lunaire à une station spatiale entière et de l'envoyer voler près de la Lune. Bigelow a exprimé la possibilité de modifier ses modules pour les systèmes de surface lunaire et martienne également. Cependant, elle a cessé ses activités depuis mars 2020.

### Lunaire
L'architecture lunaire existe tant en théorie qu'en pratique. Les artefacts archéologiques des avant-postes humains temporaires gisent intacts à la surface de la Lune. Cinq étages de descente du module lunaire Apollo se dressent verticalement à divers endroits de la région équatoriale de la face visible, laissant entrevoir les efforts extraterrestres de l'humanité. L'hypothèse principale sur l'origine de la Lune n'a acquis son statut actuel qu'après l'analyse d'échantillons de roches lunaires. La Lune est le lieu le plus éloigné de la maison de l'homme, et l'architecture spatiale est ce qui les a maintenus en vie et leur a permis de fonctionner en tant qu'humains.

#### Apollo
Lors de la croisière vers la Lune, les astronautes d'Apollo avaient le choix entre deux « chambres » : le module de commande (CM) ou le module lunaire (LM). On le voit dans le film Apollo 13 où les trois astronautes ont été contraints d'utiliser le LM comme canot de sauvetage d'urgence. Le passage entre les deux modules était possible grâce à un tunnel d'amarrage pressurisé, un avantage majeur par rapport à la conception soviétique, qui nécessitait d'enfiler une combinaison spatiale pour changer de module. Le module de commande comportait cinq fenêtres composées de trois épais panneaux de verre. Les deux vitres intérieures, en aluminosilicate, empêchaient toute fuite d'air dans l'espace. La vitre extérieure servait de bouclier contre les débris et faisait partie du bouclier thermique nécessaire à la rentrée dans l'atmosphère. Le CM était un vaisseau spatial sophistiqué doté de tous les systèmes nécessaires à un vol réussi, mais avec un volume intérieur de 6,17 m3, il pouvait être considéré comme exigu pour trois astronautes. Il présentait des faiblesses de conception, comme l'absence de toilettes (les astronautes utilisaient les très détestés « tubes de secours » et sacs fécaux). L'arrivée de la station spatiale apporterait des systèmes de survie efficaces avec des technologies de gestion des déchets et de récupération de l'eau.
Le module lunaire comportait deux étages. Un étage supérieur pressurisé, appelé étage d'ascension, était le premier véritable vaisseau spatial car il ne pouvait fonctionner que dans le vide de l'espace. L'étage de descente transportait le moteur utilisé pour la descente, le train d'atterrissage et le radar, le carburant et les consommables, la fameuse échelle, ainsi que l'Apollo Lunar Rover lors des missions Apollo ultérieures. L'idée derrière l'échelonnement est de réduire la masse plus tard dans un vol, et c'est la même stratégie utilisée dans une fusée à plusieurs étages (en) lancée depuis la Terre. Le pilote du LM est resté debout pendant la descente vers la Lune. L'atterrissage a été réalisé par un contrôle automatisé avec un mode manuel de secours. Il n'y avait pas de sas sur le LM, de sorte que toute la cabine devait être évacuée (air évacué dans l'espace) afin d'envoyer un astronaute marcher sur la surface. Pour rester en vie, les deux astronautes du LM devaient alors enfiler leur combinaison spatiale. Le module lunaire a bien fonctionné pour ce qu'il était censé faire. Cependant, une grande inconnue subsistait tout au long du processus de conception : les effets de la poussière lunaire.
Tous les astronautes qui ont marché sur la Lune ont laissé des traces de poussière lunaire, contaminant le LM et plus tard le CM lors du rendez-vous en orbite lunaire. Ces particules de poussière ne peuvent être éliminées dans le vide et ont été décrites par John Young d'Apollo 16 comme étant de minuscules lames de rasoir. On s'est vite rendu compte que pour que des humains puissent vivre sur la Lune, l'atténuation de la poussière était l'un des nombreux problèmes qui devaient être pris au sérieux.

#### ProgrammeConstellation

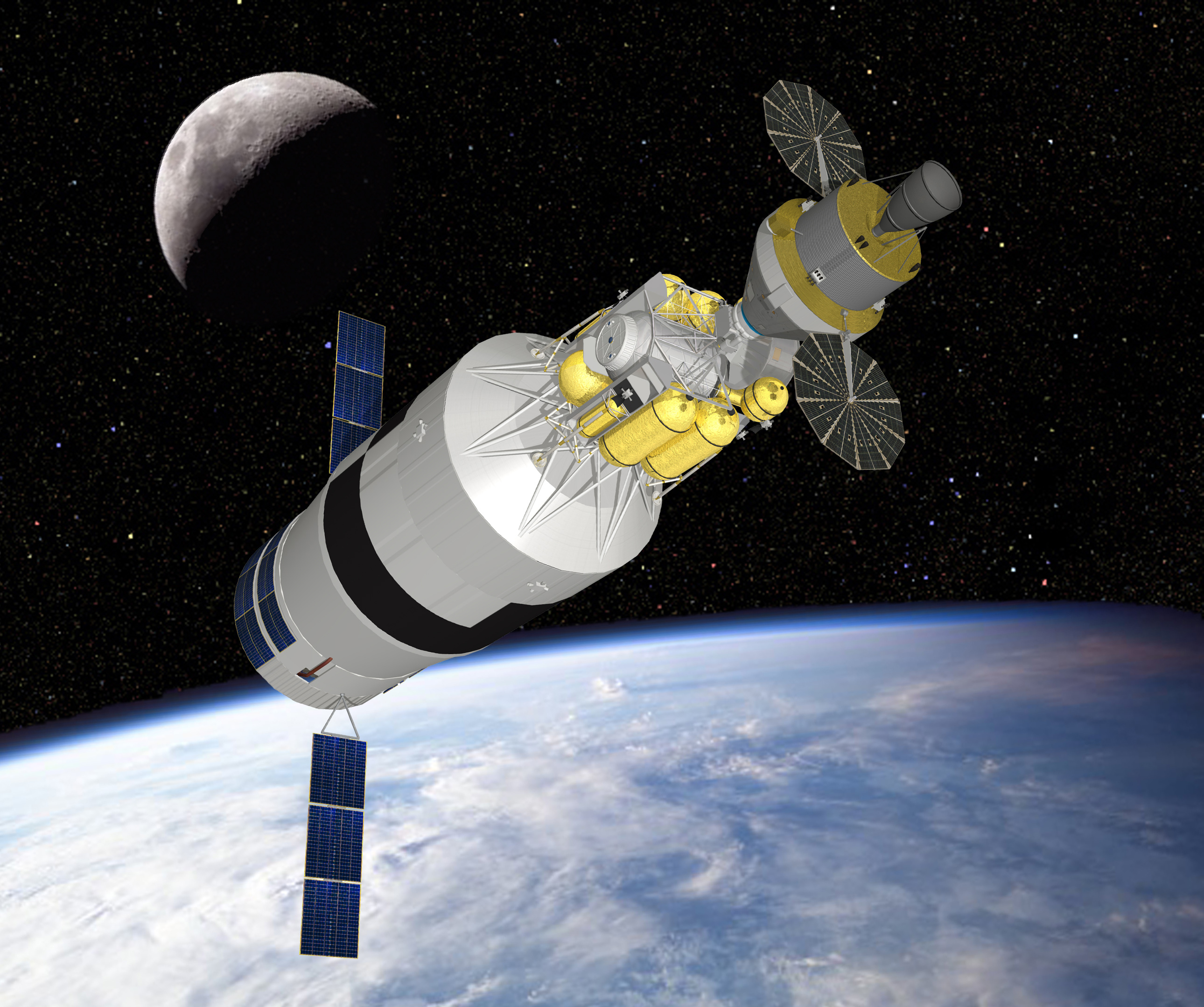
Les vaisseaux Orion et Altair sont injectés sur leur trajectoire de transfert vers la Lune (vue d'artiste).

L'étude sur l'architecture des systèmes d'exploration (en) qui a suivi la Vision pour l'exploration spatiale de 2004 a recommandé le développement d'une nouvelle classe de véhicules ayant des capacités similaires à celles de leurs prédécesseurs d'Apollo avec plusieurs différences clés. Afin de conserver une partie du personnel et de l'infrastructure au sol du programme de la navette spatiale, les véhicules de lancement devaient utiliser des technologies dérivées de la navette (en). Deuxièmement, plutôt que de lancer l'équipage et la cargaison sur la même fusée, la plus petite Ares I devait lancer l'équipage avec la plus grande Ares V pour traiter la cargaison plus lourde. Les deux charges utiles devaient se retrouver en orbite terrestre basse (en) et, de là, se diriger vers la Lune. Le module lunaire Apollo ne pouvait pas transporter suffisamment de carburant pour atteindre les régions polaires de la Lune, mais l'atterrisseur lunaire Altair était destiné à accéder à n'importe quelle partie de la Lune. Alors que les systèmes Altair et de surface auraient été tout aussi nécessaires à la réalisation du programme Constellation, l'accent a été mis sur le développement du vaisseau spatial Orion afin de réduire l'écart d'accès des États-Unis à l'orbite après le retrait de la navette spatiale en 2010.
Même la NASA a décrit l'architecture de Constellation comme étant « Apollo sous stéroïdes ». Néanmoins, le retour à la conception éprouvée de la capsule est une mesure saluée par beaucoup.

### Martienne

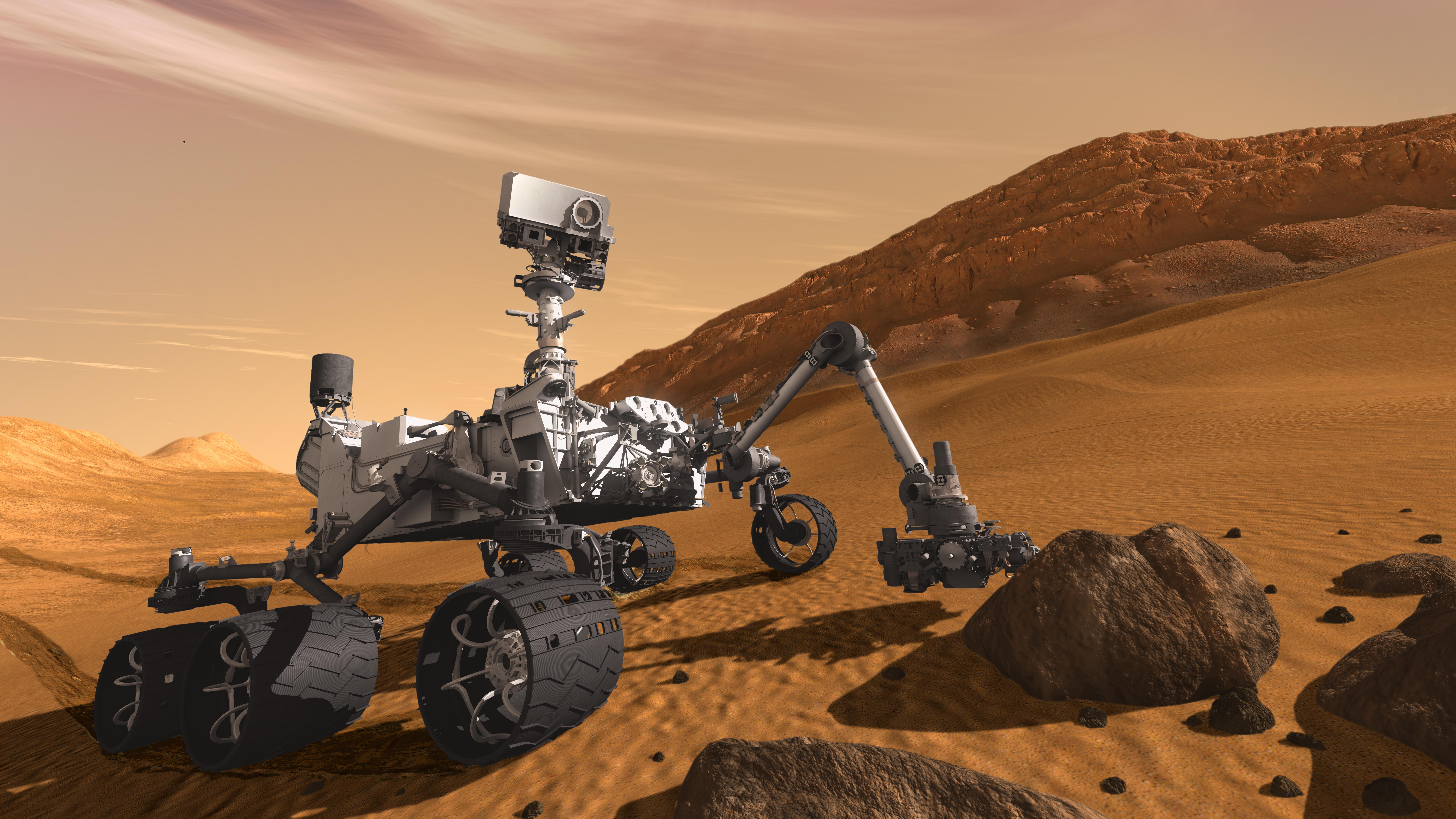
Exploration robotique du système solaire par le robot Curiosity sur Mars.

L'architecture martienne est une architecture conçue pour permettre la vie humaine à la surface de Mars, ainsi que tous les systèmes de soutien nécessaires pour rendre cela possible. L'échantillonnage direct de glace d'eau à la surface et les preuves d'écoulements d'eau de type geyser au cours de la dernière décennie ont fait de Mars l'environnement extraterrestre le plus probable pour trouver de l'eau liquide, et donc de la vie extraterrestre, dans le système solaire. De plus, certaines preuves géologiques suggèrent que Mars aurait pu être chaude et humide à l'échelle mondiale dans son lointain passé. Une intense activité géologique a remodelé la surface de la Terre, effaçant les traces de notre histoire la plus ancienne. Les roches martiennes peuvent cependant être encore plus anciennes que les roches terrestres, de sorte que l'exploration de Mars pourrait nous aider à déchiffrer l'histoire de notre propre évolution géologique, y compris l'origine de la vie sur Terre. Mars a une atmosphère, bien que sa pression à la surface soit inférieure à 1 % de celle de la Terre. Sa gravité à la surface est d'environ 38 % de celle de la Terre. Bien qu'aucune expédition humaine vers Mars n'ait encore eu lieu, des travaux importants ont été réalisés sur la conception d'habitats martiens. L'architecture martienne appartiendrait généralement à l'une des deux catégories suivantes : l'architecture importée de la Terre entièrement assemblée et l'architecture utilisant les ressources locales.

#### Von Braun et autres propositions antérieures

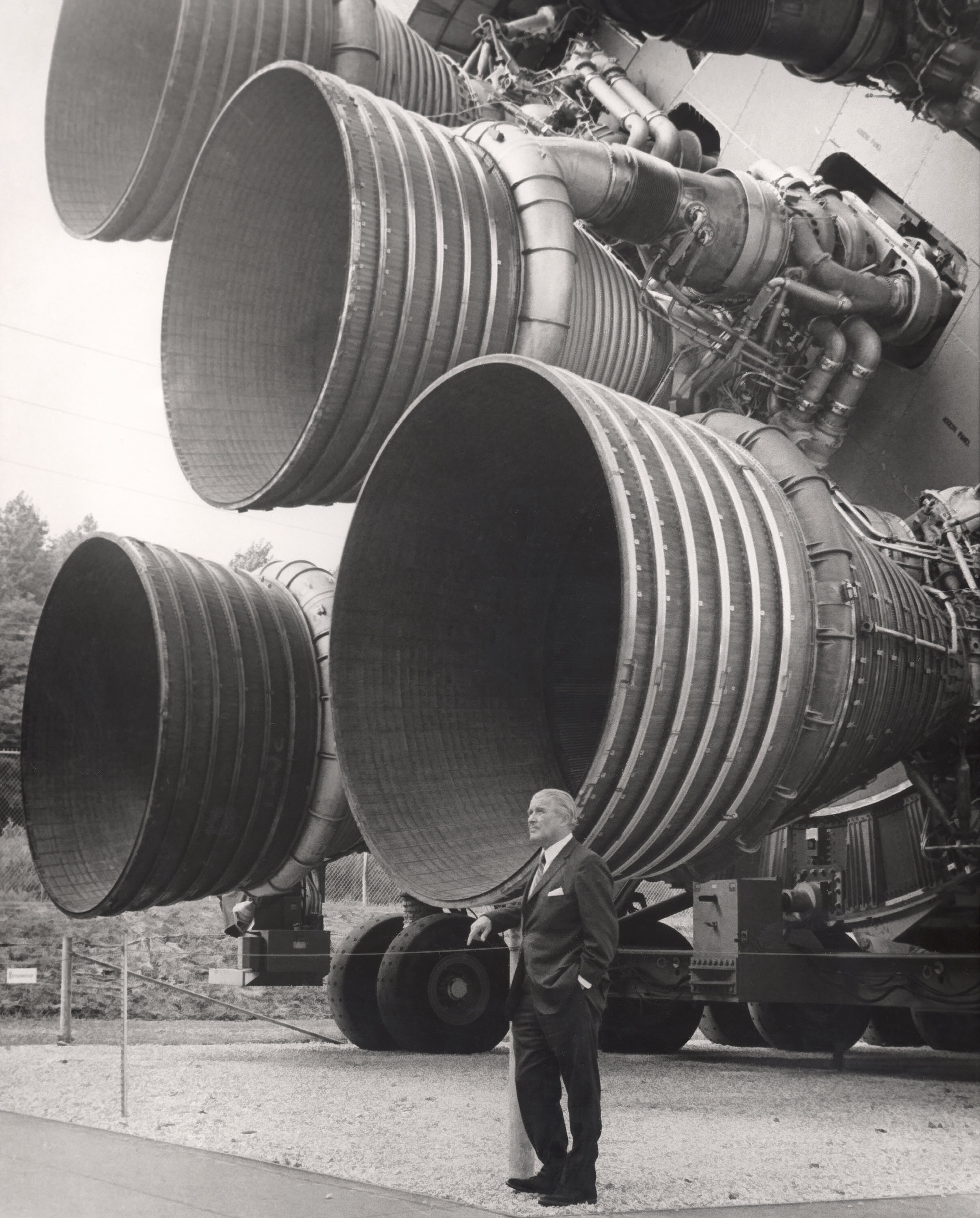
Wernher von Braun devant les moteurs F-1 du premier étage de la fusée Saturn V.

Wernher von Braun a été le premier à présenter une proposition techniquement complète pour une expédition martienne avec équipage. Plutôt qu'un profil de mission minimal comme Apollo, von Braun envisageait un équipage de 70 astronautes à bord d'une flotte de dix vaisseaux spatiaux massifs. Chaque vaisseau serait construit en orbite terrestre basse, ce qui nécessiterait près de 100 lancements distincts avant que l'un d'eux ne soit entièrement assemblé. Sept des vaisseaux spatiaux seraient destinés à l'équipage tandis que trois étaient désignés comme des vaisseaux cargo. Il y avait même des plans pour de petits « bateaux » destinés à faire la navette entre les vaisseaux pendant la croisière vers la planète rouge, qui devait suivre une trajectoire d'orbite de transfert à énergie minimale. Ce plan de mission impliquerait des temps de transit aller de l'ordre de huit mois et un long séjour sur Mars, créant ainsi le besoin d'un hébergement de longue durée dans l'espace. À son arrivée sur la planète rouge, la flotte se mettrait en orbite autour de Mars et y resterait jusqu'à ce que les sept vaisseaux humains soient prêts à rentrer sur Terre. Seuls les planeurs d'atterrissage, stockés dans les cargos, et leurs étages d'ascension associés se rendraient à la surface. Seuls les planeurs d'atterrissage, stockés dans les cargos, et leurs étages de remontée associés, se rendraient à la surface. Des habitats gonflables seraient construits à la surface, ainsi qu'une piste d'atterrissage pour faciliter les atterrissages ultérieurs des planeurs. Selon la proposition de von Braun, tous les propergols et consommables nécessaires devaient être apportés de la Terre. Une partie de l'équipage restait dans les vaisseaux passagers pendant la mission pour l'observation de Mars en orbite et pour l'entretien des vaisseaux. Les vaisseaux de passagers étaient équipés de sphères d'habitation de 20 mètres de diamètre. Étant donné que le membre d'équipage moyen passerait beaucoup de temps dans ces vaisseaux (environ 16 mois de transit plus les quarts de rotation en orbite martienne), la conception de l'habitat des vaisseaux faisait partie intégrante de cette mission.
Von Braun était conscient de la menace que représentait une exposition prolongée à l'apesanteur. Il a suggéré soit d'attacher les navires de passagers ensemble pour qu'ils tournent autour d'un centre de masse commun, soit d'inclure des « cellules de gravité » auto-rotatives en forme d'haltères qui dériveraient le long de la flottille pour fournir à chaque membre d'équipage quelques heures de gravité artificielle chaque jour. À l'époque de la proposition de von Braun, on connaissait peu les dangers du rayonnement solaire au-delà de la Terre et on pensait que le rayonnement cosmique représentait le défi le plus redoutable. La découverte des ceintures de Van Allen en 1958 a démontré que la Terre était protégée des particules solaires à haute énergie. Pour la partie surface de la mission, les habitats gonflables suggèrent le désir de maximiser l'espace vital. Il est clair que von Braun considérait que les membres de l'expédition faisaient partie d'une communauté avec beaucoup de trafic et d'interaction entre les vaisseaux.

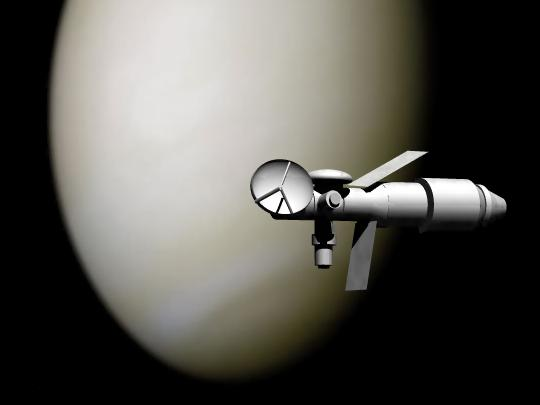
Représentation artistique du TMK-MAVR en orbite autour de Vénus.

L'Union soviétique a mené des études sur l'exploration humaine de Mars et a présenté des projets de mission un peu moins épiques (mais non dépourvus de technologies exotiques) en 1960 et 1969, dont le premier utilisait la propulsion électrique pour le transit interplanétaire et des réacteurs nucléaires comme centrales électriques. Sur les vaisseaux spatiaux qui associent équipage humain et réacteurs nucléaires, le réacteur est généralement placé à une distance maximale des quartiers de l'équipage, souvent au bout d'une longue perche, pour des raisons de sécurité radiologique. Un élément intéressant de la mission de 1960 était l'architecture de surface. Un « train » doté de roues pour terrain accidenté devait être assemblé à partir de modules de recherche atterris, dont une cabine d'équipage. Le train devait traverser la surface de Mars du pôle sud au pôle nord, un objectif extrêmement ambitieux même selon les normes actuelles. D'autres plans soviétiques, tels que le TMK, ont évité les coûts importants associés à l'atterrissage sur la surface martienne et ont préconisé des vols pilotés (avec équipage) vers Mars. Les missions de survol, comme la mission lunaire Apollo 8, étendent la présence humaine à d'autres mondes avec moins de risques que les atterrissages. La plupart des premières propositions soviétiques prévoyaient des lancements à l'aide de l'infortunée fusée N-1. Ils impliquent aussi généralement moins d'équipage que leurs homologues américains. Les premiers concepts d'architecture martienne prévoyaient généralement l'assemblage en orbite terrestre basse, l'apport de tous les consommables nécessaires depuis la Terre et la séparation des zones de travail et de vie. Les perspectives modernes d'exploration de Mars ne sont pas les mêmes.

#### Initiatives depuis 1990
Dans toute étude sérieuse de ce qu'il faudrait pour faire atterrir des humains sur Mars, les maintenir en vie, puis les ramener sur Terre, la masse totale requise pour la mission est considérable. Le problème réside dans le fait que pour lancer la quantité de consommables (oxygène, nourriture et eau) que même un petit équipage consommerait au cours d'une mission martienne de plusieurs années, il faudrait une très grosse fusée dont la grande majorité de la masse propre serait constituée de propergol. C'est de là qu'interviennent les lancements multiples et l'assemblage en orbite terrestre. Cependant, même si un tel vaisseau rempli de marchandises pouvait être assemblé en orbite, il aurait besoin d'une (grande) réserve supplémentaire de propergol pour être envoyé sur Mars. Le delta-v, ou changement de vitesse, nécessaire pour faire passer un vaisseau spatial de l'orbite terrestre à une orbite de transfert vers Mars est de plusieurs kilomètres par seconde. Lorsque l'on pense à amener des astronautes à la surface de Mars et à les ramener chez eux, on se rend vite compte qu'une énorme quantité de propergol est nécessaire si tout est pris sur la Terre. C'est la conclusion à laquelle est parvenue l'étude de 90 jours lancée en 1989 par la NASA en réponse à la Space Exploration Initiative (en), une initiative de politique publique spatiale de 1989 à 1993 de l'administration de George H. W. Bush.

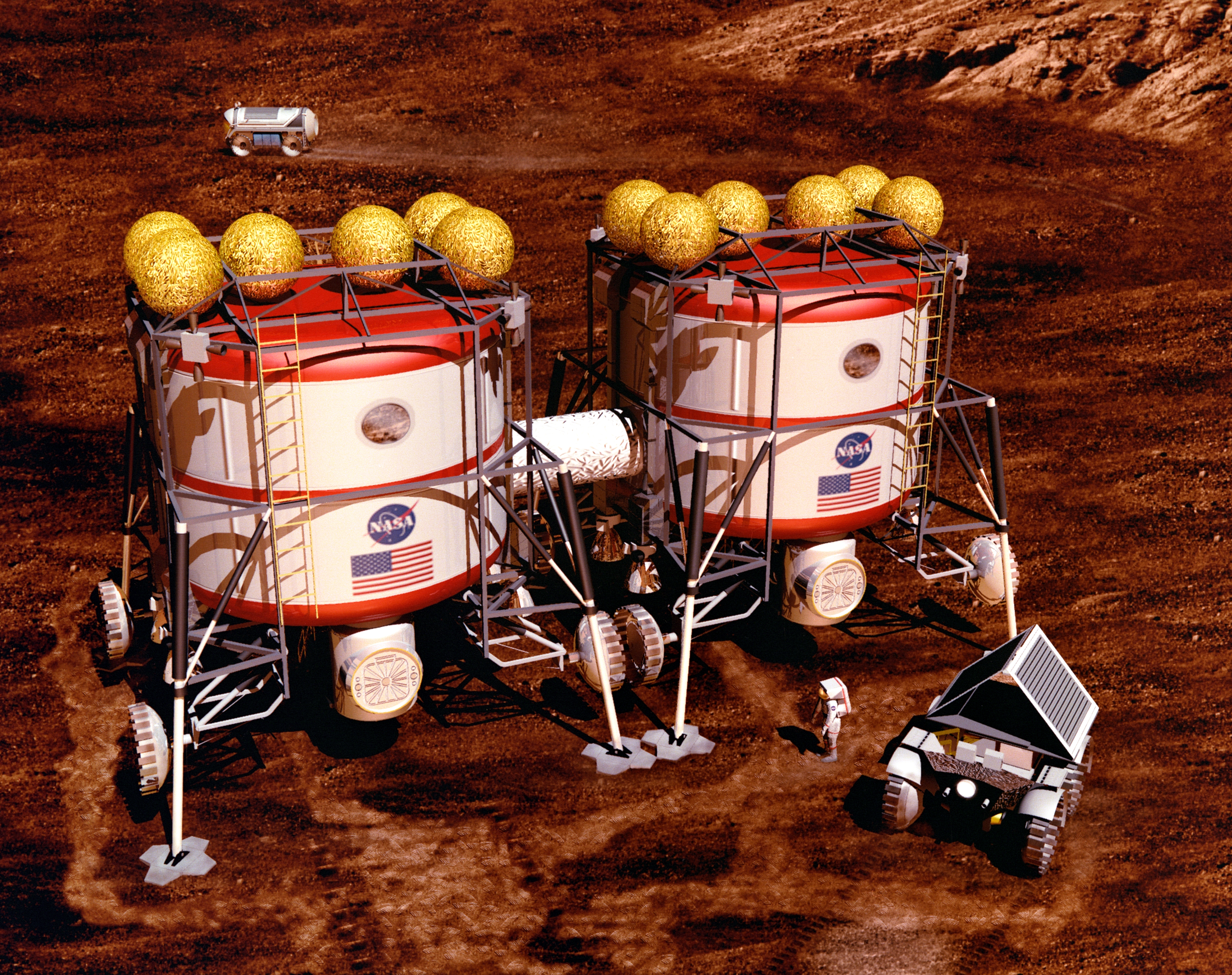
La NASA Design Reference Mission 3.0 a incorporé de nombreux concepts de la proposition Mars Direct.

Plusieurs techniques ont changé les perspectives d'exploration de Mars. La plus puissante d'entre elles est l'utilisation in-situ des ressources. En utilisant de l'hydrogène importé de la Terre et du dioxyde de carbone de l'atmosphère martienne, la réaction de Sabatier peut être utilisée pour fabriquer du méthane (pour le propergol des fusées) et de l'eau (pour la boisson et la production d'oxygène par électrolyse). Une autre technique permettant de réduire les besoins en propergol d'origine terrestre est l'aérofreinage. Ce dernier consiste à frôler les couches supérieures de l'atmosphère, en plusieurs passages, pour ralentir un vaisseau spatial. C'est un processus qui prend beaucoup de temps et qui semble le plus prometteur pour ralentir les cargaisons de nourriture et de fournitures. Le programme Constellation de la NASA prévoit de faire atterrir des humains sur Mars après la démonstration d'une base permanente sur la Lune, mais les détails de l'architecture de la base sont loin d'être établis. Il est probable que la première installation permanente consistera en l'atterrissage consécutif de modules d'habitat préfabriqués au même endroit par des équipes qui les relieront entre eux pour former une base.
Dans certains de ces modèles économiques modernes de la mission martienne, la taille de l'équipage est réduite à un minimum de 4 ou 6 personnes. Une telle perte de variété de relations sociales peut entraîner des difficultés à former des réponses sociales équilibrées et à se forger un sentiment d'identité complet. Il s'ensuit que si des missions de longue durée doivent être menées avec des équipages très réduits, une sélection intelligente de l'équipage est de première importance. L'attribution des rôles est une autre question ouverte dans la planification des missions martiennes. Le rôle principal de « pilote » est obsolète lorsque l'atterrissage ne prend que quelques minutes d'une mission de plusieurs centaines de jours, et lorsque cet atterrissage sera de toute façon automatisé. L'attribution des rôles dépendra fortement du travail à effectuer à la surface et obligera les astronautes à assumer de multiples responsabilités. En ce qui concerne l'architecture de surface, les habitats gonflables, peut-être même fournis par Bigelow Aerospace, restent une option possible pour maximiser l'espace habitable. Lors de missions ultérieures, des briques pourraient être fabriquées à partir d'un mélange de régolithe martien pour servir de blindage ou même d'éléments structurels primaires et étanches. L'environnement de Mars offre différentes possibilités de conception de combinaisons spatiales, même d'une combinaison étanche comme la Combinaison de contre-pression mécanique (en).
Un certain nombre de propositions spécifiques de conception d'habitat ont été avancées, à des degrés divers d'analyse architecturale et technique. Ainsi, le concept de Mars Ice House — gagnante du concours d'habitat martien 2015 de la NASA — est celui d'un habitat à la surface de Mars, imprimé en trois couches à partir de glace d'eau à l'intérieur d'une membrane gonflable de rétention de pression fabriquée sur Terre. La structure achevée serait semi-transparente, absorbant les rayonnements nocifs (en) dans plusieurs longueurs d'onde, tout en laissant passer environ 50 % de la lumière dans le spectre visible. Il est proposé que l'habitat soit entièrement mis en place et construit à partir d'un vaisseau spatial robotique autonome et de robots, bien qu'une habitation humaine d'environ 2 à 4 habitants soit envisagée une fois l'habitat entièrement construit et testé.

## Robotique

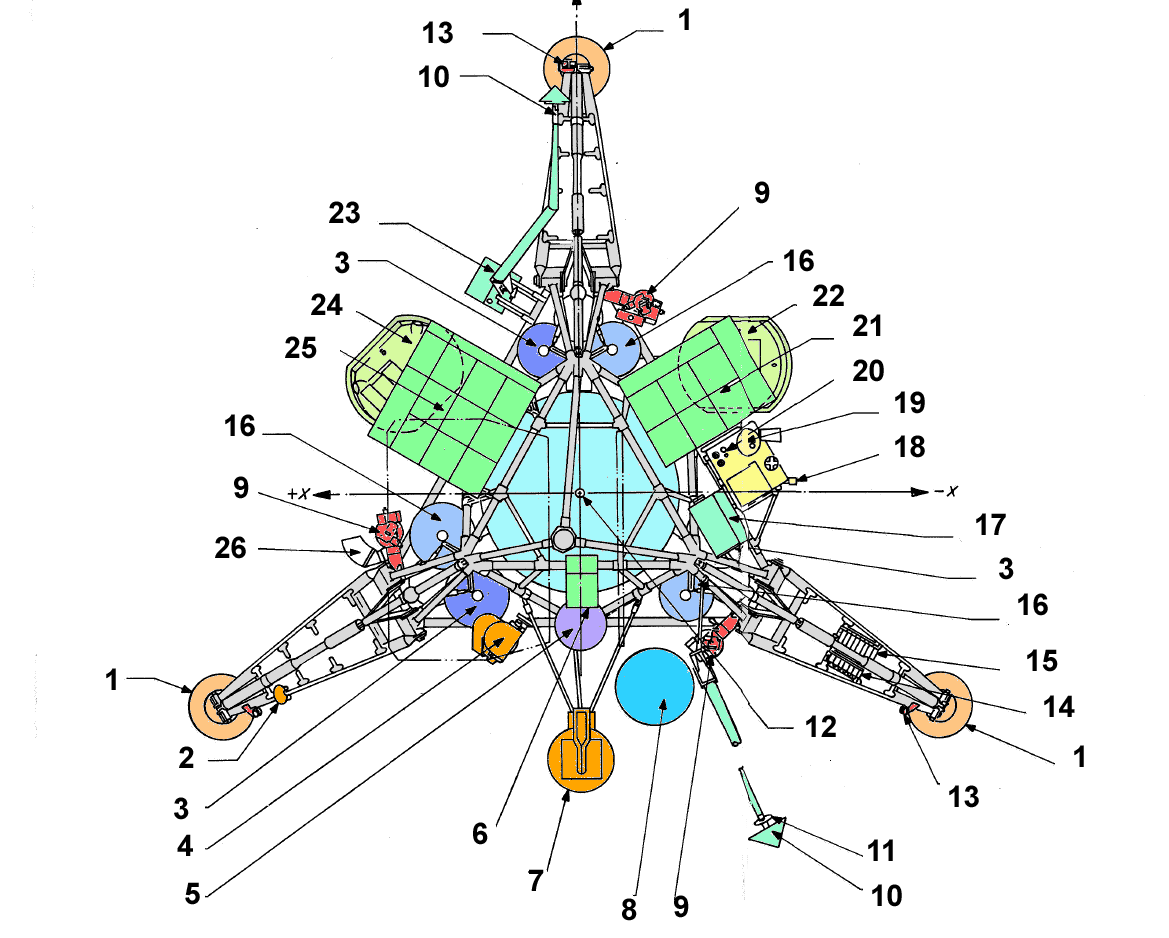
Vue du dessus d'une sonde Surveyor.

Il est largement admis que les missions de reconnaissance robotique et les missions pionnières précéderont l'exploration humaine d'autres mondes. Pour prendre une décision éclairée sur les destinations spécifiques justifiant l'envoi d'explorateurs humains, il faut disposer de plus de données que ce que les meilleurs télescopes terrestres peuvent fournir. Par exemple, la sélection des sites d'atterrissage pour les missions Apollo sur la Lune s'est appuyée sur les données de trois programmes robotiques différents : le programme Ranger, le programme Lunar Orbiter et le programme Surveyor. Avant l'envoi d'un humain, les engins spatiaux robotisés ont cartographié la surface lunaire, prouvé la faisabilité d'atterrissages en douceur, filmé le terrain de près avec des caméras de télévision, et creusé et analysé le sol.
Une mission d'exploration robotique est généralement conçue pour transporter une grande variété d'instruments scientifiques, allant de caméras sensibles à des longueurs d'onde particulières, à des télescopes, des spectromètres, des dispositifs radar, des accéléromètres, des radiomètres et des détecteurs de particules, pour n'en citer que quelques-uns. La fonction de ces instruments est généralement de renvoyer des données scientifiques, mais ils peuvent aussi donner une « sensation » intuitive de l'état du vaisseau spatial, permettant une familiarisation subconsciente avec le territoire exploré, par le biais de la téléprésence. Un bon exemple en est l'inclusion de caméras haute définition à bord de l'orbiteur lunaire japonais SELENE. Alors que des instruments purement scientifiques auraient pu être apportés à leur place, ces caméras permettent de faire appel à un sens inné pour percevoir l'exploration de la Lune.
L'approche moderne et équilibrée de l'exploration d'une destination extraterrestre comporte plusieurs phases d'exploration, chacune d'entre elles devant justifier le passage à la phase suivante. La phase qui précède immédiatement l'exploration humaine peut être décrite comme une détection anthropocentrique, c'est-à-dire une détection conçue pour donner aux humains l'impression aussi réaliste que possible d'explorer en personne. De plus, la frontière entre un système humain et un système robotique dans l'espace ne sera pas toujours claire. En règle générale, plus l'environnement est redoutable, plus la technologie robotique est essentielle. Les systèmes robotiques peuvent être considérés comme faisant partie de l'architecture spatiale lorsque leur objectif est de faciliter l'habitation de l'espace ou d'étendre la portée des sens physiologiques dans l'espace.